# Pleše (Słowenia)
Pleše – wieś w Słowenii, w gminie Škofljica. W 2018 roku liczyła 47 mieszkańców.